# 전순혁
전순혁(全順爀, 1881년 7월 25일 ~ ?)은 조선 말기~일제강점기 사람으로 대한제국의 황족이었다. 흥선대원군 이하응의 손자이자 흥친왕 이재면의 장남 영선군 이준용의 첩이다. 그는 일제강점기 당시 왕공족으로 인정받지는 못하였으나 그녀가 낳은 딸 이진완이 왕공족 이준용의 서녀였으므로 조선총독부, 이왕직이 작성한 《양공가공족보자료(兩公家公族譜資料)》에 이름이 알려지게 됐다. 제10대 경기도지사를 역임한 윤원선은 그의 사위였다. 1908년(융희 2년) 이준용의 첩이 되었다.
1916년까지도 그는 이름이 없었으나 자신을 딸을 낳아준 뒤 이준용이 그에게 순혁이라는 이름을 지어주었다. 그의 이름만이 대중에 알려졌다가, 그의 생년월일과 고향, 인적사항은 한국학중앙연구원에서 조선총독부, 이왕직이 편찬한 《양공가공족보자료(兩公家公族譜資料)》를 입수, 판독하면서 알려지게 됐다. 그는 조선 왕실 족보인 선원계보, 선원속보, 선원록에 실리지 못했다. 그러나 조선총독부, 이왕직이 남긴 기록을 통해 행적이 후대에 전해졌다.

## 생애
1881년(고종 17) 7월 25일 평안남도 평양부에서 태어났으며 아버지는 전계훈(全啓勳)이고, 어머니는 강씨(康氏)인데 전계훈의 첩이었다. 따라서 그는 서녀였다. 한때 1895년생 설, 1891년생 설이 있었으나, 《양공가공족보자료(兩公家公族譜資料)》에 의하면 1881년생이었다. 《양공가공족보자료(兩公家公族譜資料)》에 의하면 아버지 전계훈은 1908년(융희 2년) 7월 22일에 사망하였다. 전 호주였던 아버지 전계훈의 사망으로 11월 24일 호주를 상속한 남자 형제가 있었으나 이 남자 형제는 양공가족보에 실리지는 않았다. 어머니 강씨는 《양공가공족보자료(兩公家公族譜資料)》에 의하면 무직이었는데, 《양공가공족보자료(兩公家公族譜資料)》가 발행된 1932년 8월 22일 당시에는 아직 생존해 있었다. 양공가공족보자료에 의하면 어머니 강씨는 무직이고, 건재하다 하였다. 그의 호적은 등재됐으나, 아버지 전계훈의 본부인과 본부인 사이에서 태어난 정실 이복 형제자매는 왕공가족보자료에 수록되지 않았다.
언제 영선군 석정 이준용을 만났는지는 기록이 없다. 그녀의 존재는 고종실록, 순종실록, 승정원일기, 일성록에 모두 나타나지 않았고, 당시의 신문기사에도 언급되지 않았다. 《양공가공족보자료(兩公家公族譜資料)》에 의하면 1903년 5월 평안남도 평양부에서 경기도 경성부로 이주하였다. 운현궁에 시녀로 들어왔으며, 1908년 9월 이준용의 측실이 되어 이준용의 별저에 거주하게 되었다.
1916년 그가 임신하자, 자녀가 없던 이준용은 기뻐하였다. 그러나 그는 딸을 낳았다. 1916년 5월 18일 오후 7시경 경기도 고양군 은평면 부암리 201번지 혹은 경성부 석파정 근처 삼계동 별저에서 딸 이진완을 순산하였다. 이준용은 5월 24일 딸의 존재를 인지했고, 딸 이름을 진완이라 직접 짓고 출생신고하였다. 이준용은 딸의 이름을 이진완이라 지어주었고, 얼마 뒤 그에게도 순혁이라는 이름을 지어주었다. 또한 딸의 출생기록에 그녀의 민적도 첨부되었다. 그는 호적이 없었는데 1917년 1월 11일에 호적을 얻어 취적 신고하였다. 또한 신분조서도 별도로 작성하여 딸 이진완의 기록에 첨부되었다.
1917년 이준용이 신장병 등의 합병증으로 죽은 뒤에도 그는 삼계동 별저에서 추방되지 않고, 월 150원의 생계비를 수당으로 지급받았고, 딸 이진완의 양육비로 월 4천원을 지급 받았다. 이는 그녀의 호적란에 별도로 기입되었고, 호적 사본이 《양공가공족보자료(兩公家公族譜資料)》에 첨부되었다.
딸 이진완이 기업인이자 충청남도 아산의 지주 윤치소의 아들 윤원선과 혼인하였다. 윤원선은 광복 후 대한민국의 공무원, 경기도지사를 역임했다. 이 결혼으로 그는 상공부장관, 서울특별시장, 대한민국 4대 대통령 윤보선, 제1대 내무부장관, 서울특별시장 윤치영, 조선 말기의 개혁운동가, 교육자, 기독교운동가 좌옹 윤치호, 서울대학교 병리학 교수이자 서울대 부총장, 총장을 역임했고, 한국 초기의 병리학자, 해부학자의 한 사람인 윤일선 등과 사돈간이 되었다.
1932년 7월 22일 당시에는 아직 생존해 있었다. 또한 그녀의 친정어머니 강씨(康氏) 역시 1932년 7월 22일 당시 아직 생존해 있었다. 이후의 행적은 알려진 것이 없다. 당시 그는 경기도 경성부 종로구 익선동 31번지에 거주 중이었다. 이후의 행적과 사망년월일, 사망 장소는 미상이다.
그의 존재는 이름만 전해졌으나 한국학중앙연구원에서 조선총독부, 이왕직이 편찬한 《양공가공족보자료(兩公家公族譜資料)》를 입수, 판독하면서 생년월일과 고향, 간단한 인적사항이 알려지게 되었다.